# Движение свободных офицеров и граждан
Движение свободных офицеров и граждан (араб. حركة الضباط الأحرار والمدنيين‎, Харакат ад-дуббат аль-ахрар ва-ль-маданиин) — движение иракской оппозиции, выступавшее против Саддама Хусейна. Создано в 1996 году офицерами, покинувшими ряды иракской армии. Руководитель — бригадный генерал Наджиб ас-Салихи, бежавший из Ирака в 1995 году. По собственным утверждениям, движение могло мобилизовать 30 тысяч бойцов. Названо в честь Движения свободных офицеров, осуществивших в Июльскую революцию 1958 года.
После Вторжения коалиционных сил в 2003 году, движение вернулось в Ирак. В 2005 году принимало участие в январских парламентских выборах 2005 года, набрав 6372 голоса.